# 布里克基伦
布里克基伦（Brick Kiln）是加勒比海岛国圣基茨和尼维斯岛屿尼维斯岛东海岸中的一座村庄，行政上由圣詹姆斯温沃德区管辖，位于巴特勒斯北部和本拿比南部之间。